# Augustus Welby Northmore Pugin
Augustus Welby Northmore Pugin (1 de març de 1812 - 14 de setembre de 1852) va ser un arquitecte anglès, dissenyador, i teòric del disseny, especialment conegut pels seus treball en l'estil neogòtic, principalment esglésies i el Palau de Westminster. Pugin era el pare d'E. W. Pugin i Peter Paul Pugin, que continuarien l'empresa arquitectònica del seu pare com Pugin & Pugin, i varen dissenyar nombrosos edificis, incloent-hi uns quants a Austràlia i a Irlanda.

## Importància en el ressorgiment del gòtic

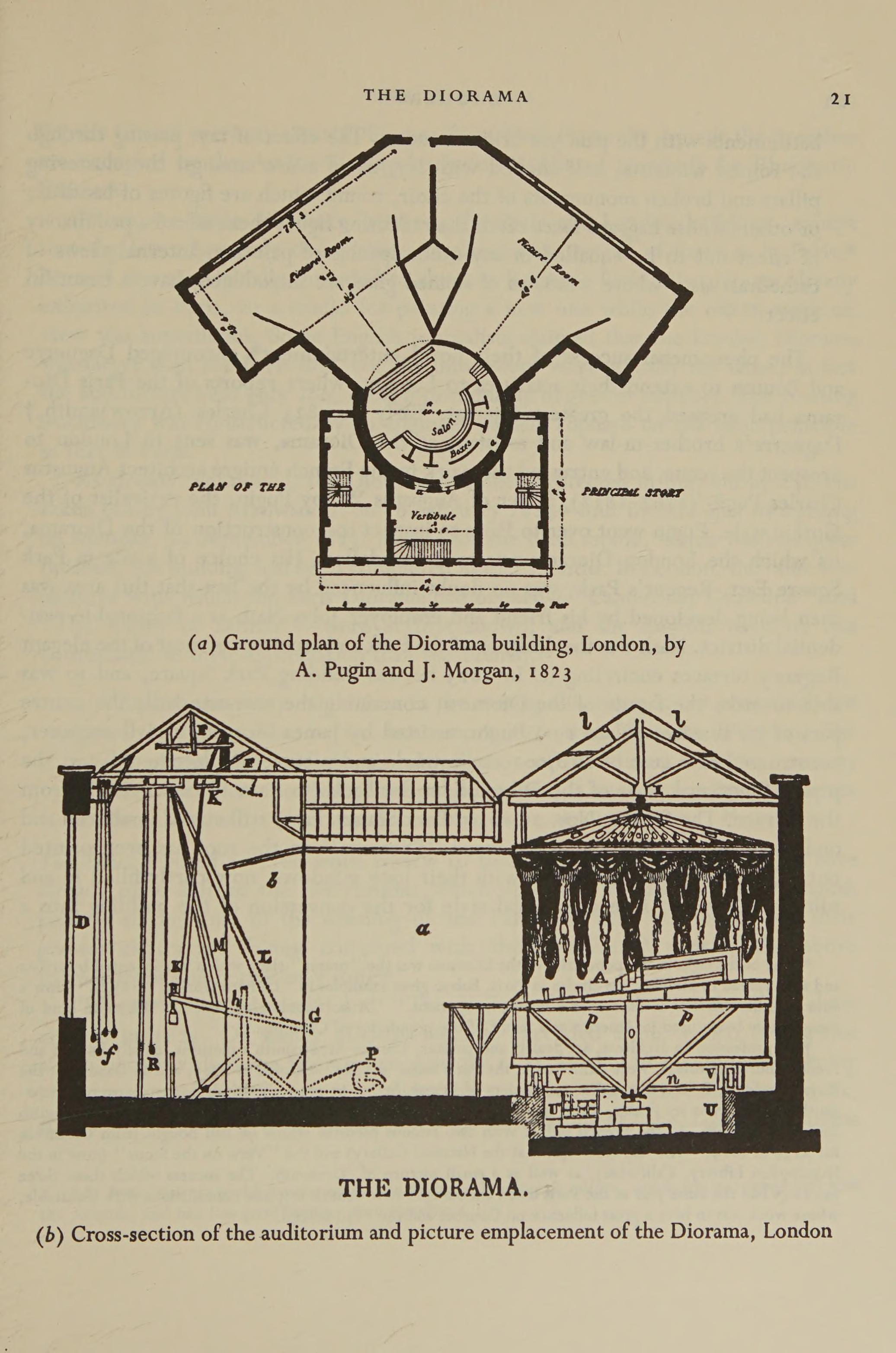
Planta de l'edifici del Diorama, Londres 1823, per A. Pugin i J. Morgan

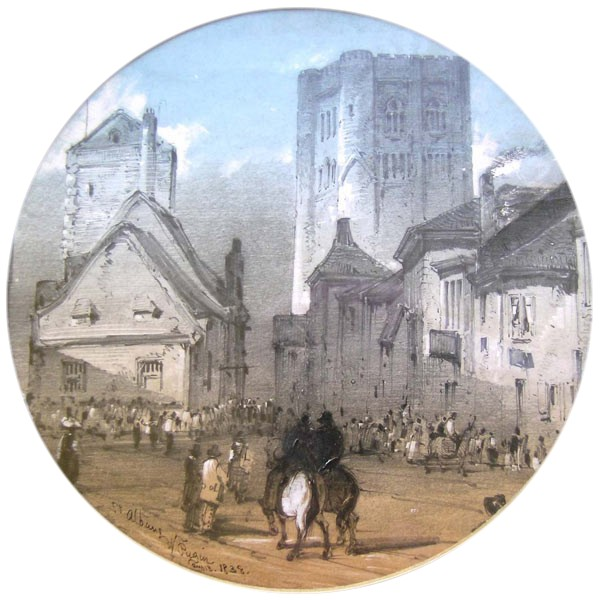
Plaça de mercat de Sant Albans a Hertfordshire (1838)

Va ser el fill del dibuixant francès, Augustus Charles Pugin, que li va ensenyar a dibuixar edificis gòtics com il·lustracions dels seus llibres i de la seva esposa Catherine Welby.
Entre 1821 i 1838 Pugin i el seu pare varen publicar una sèrie de volums de dibuixos arquitectònics, els dos primers titulats Mostres d'Arquitectura Gòtica, i els tres següents, Exemples d'Arquitectura Gòtica, que es va continuar imprimint i fou una referència estàndard per a l'arquitectura gòtica com a mínim durant tot un segle.
Després de la destrucció pel foc del Palau de Westminster el 1834, Pugin va ser contractat per Sir Charles Barry per treballar en els nous edificis del Parlament a Londres. Això li va suposar al cap de poc feines similars de part de Barry per a dissenyar els interiors de l'escola King Edward's School, Birmingham. Es va convertir al catolicisme el 1835, tot i que va seguir dissenyant i reformant esglésies anglicanes i catòliques per tot el país.
Altres treballs inclouen la catedral de Sant Chad, l'abadia Erdington, i l'Oscott College, tots a Birmingham. També va dissenyar els edificis universitaris de Sant Patrici i Santa Maria al Saint Patrick's College, Maynooth, a Irlanda; encara que no la capella universitària. El seu pla original incloïa una capella i una aula magna, cap de les quals no es va construir a causa de pressions financeres. La capella universitària va ser dissenyada per un seguidor de Pugin, l'arquitecte irlandès J. J. McCarthy. També a Irlanda, Pugin va dissenyar la catedral de Sant Aidan a Killarney (renovada el 1996) i l'església dominicana de la Santa Creu a Tralee.

## Palau de Westminster

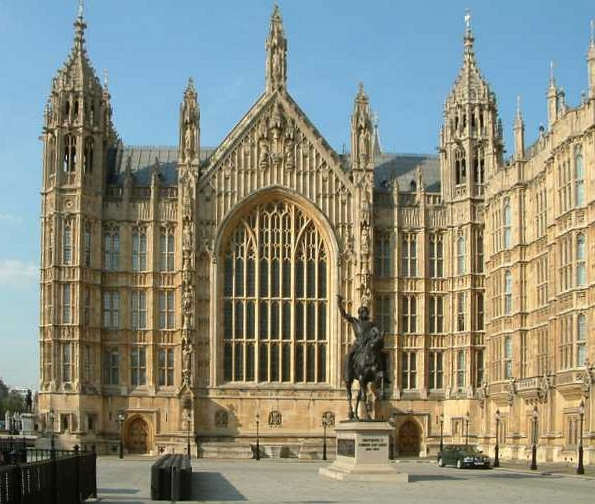
Palau de Westminster

Rosemary Hill, biògrafa de Pugin (L'Arquitecte de Déu: Pugin i l'Edifici de Gran Bretanya Romàntica) (2007) mostra que Barry pot haver dissenyat el Palau com a tot i que només ell podia coordinar un projecte tan gran i gestionar els difícils financers, si bé va confiar totalment en Pugin per als seus interiors gòtics, els paper pintats i el mobiliari, incloent-hi els trons reials i la torre del rellotge del palau en la que hi ha el Big Ben. Les formes són molt properes als dissenys anteriors de Pugin, incloent-hi un per al Scarisbrick Hall. La torre va ser l'últim disseny de Pugin abans embogir i morir. A la seva biografia, Hill cita les paraules de Pugin sobre el que és probablement el seu edifici més conegut: "Mai no havia treballat tan durament a la meva vida [com] per a Mr Barry per demà lliurar tots els dissenys per acabar el seu campanar, i és bonic."

## Pugin i el Comte de Shrewsbury

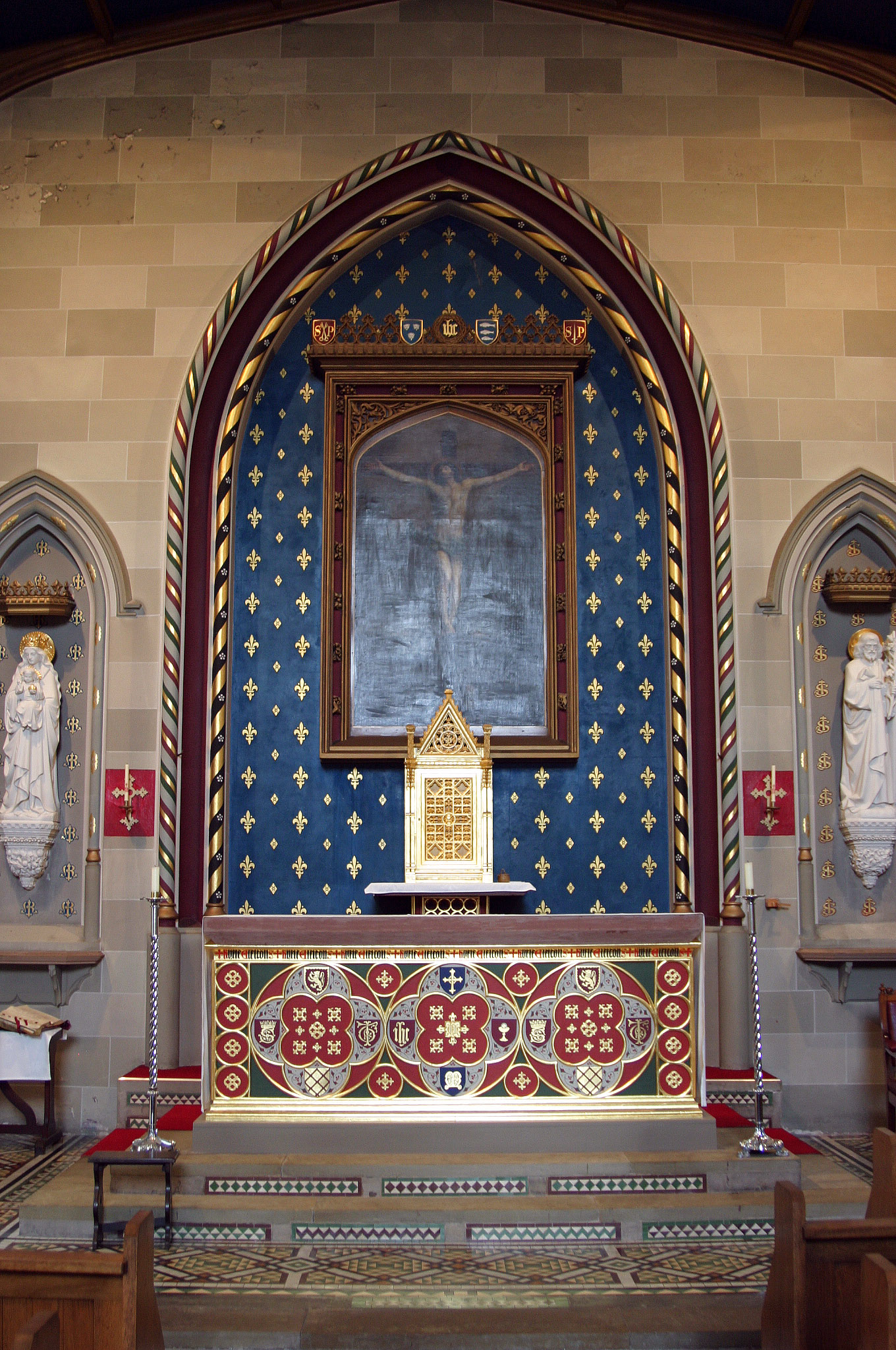
Interior de Sant Pere i Sant Pau, Newport, Shropshire, dissenyada per Augustus Pugin

El 1832 Pugin va conèixer John Talbot, 16è comte de Shrewsbury, un catòlic que simpatitzava amb la seva teoria estètica i que el va contractar per reformar i ampliar la seva residència a Alton Towers. Després li va encarregar la construcció de l'església catòlica de Saint Giles a Cheadle, al comtat de Staffordshire, que va acabar el 1846. Pugin va dissenyar també l'església catòlica de Sant Pere i Sant Pau a Newport, que és l'església catòlica més antiga del comtat de Shropshire.

## Pugin a Irlanda
Pugin va estar convidat a Irlanda per la família Redmond per treballar inicialment en el comtat de Wexford. Va arribar a Irlanda el 1838 en un moment de gran tolerància religiosa, en què es permetia la construcció d'esglésies catòliques. Gran part del seu treball a Irlanda va consistir en la construcció d'edificis religiosos. Pugin va exigir la màxima qualitat als seus artesans, especialment els picapedrers que hi varen fer una bona feina. Les seves següents visites al país foren poc freqüents i de duració curta.

## Pugin i Austràlia

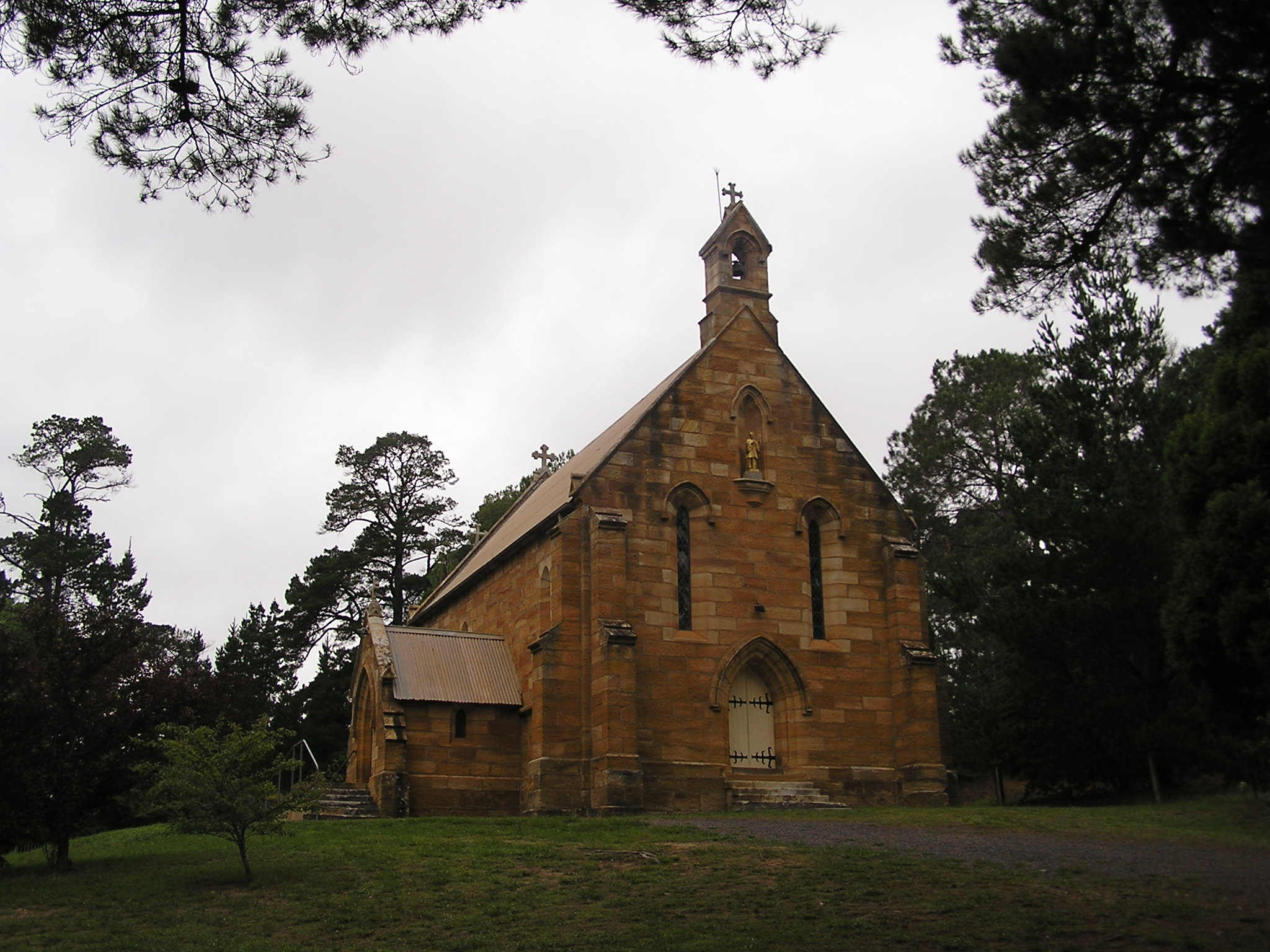
Església de sant Francesc Xavier, Berrima, Nova Gal·les del Sud, dissenyat per Augustus Pugin

El primer bisbe catòlic de Nova Gal·les del Sud (Austràlia), John Bede Polding, va conèixer Pugin i va ser present a la inauguració oficial de la catedral de Sant Chad i a la de l'església de Sant Giles (Cheadel). Polding va convèncer Pugin perquè li dissenyés una sèrie d'esglésies. Encara que la major part d'esglésies no han sobreviscut, Sant Francesc Xavier a Berrima, Nova Gal·les del Sud es considera com a bon exemple d'una església de Pugin.
La capella de sant Esteve a la cripta de la catedral de Santa Elisabet a Brisbane, es va construir segons disseny de Pugin. La construcció va començar el 1848, i la primera missa s'hi va celebrar el 12 de maig de 1850. El 1859 James Quinn és nomenat bisbe de Brisbane, En haver esdevingut Brisbane una diòcesi, la petita església de Pugin va passar a ser-ne la catedral. Quan el 1874 va inaugurar la nova catedral, la petita església de Pugin es convertí en un espai escolar, i posteriorment en oficines de l'església i espai d'emmagatzematge. Va estar amenaçada de demolició abans de la seva restauració durant la dècada de 1990.
A Sydney, hi ha uns quants exemples alterats del seu treball, com ara Sant Benet a Chippendale; Sant Carles Borromeo, Ryde; l'anterior església de Sant Agustí d'Hipona (prop de l'església existent), Balmain; i la catedral de Sant Patrici a Parramata, que era destruïda per un foc el 1996. El llegat de Pugin a Austràlia, està relacionat amb la idea de com havia de ser una església:
La noció de Pugin era que el gòtic era cristià i allò que era cristià era gòtic... Es convertia en la manera que el poble havia construït esglésies i percebia com haurien de ser les esglésies. Fins i tot avui si demanes algú com hauria de ser una església, et descriurà un edifici gòtic amb finestres i arcs apuntats. A través d'Austràlia, des de ciutats de l'interior amb esglésies minúscules fetes amb ferro corrugat amb portes petites i finestres apuntades, fins a les nostres catedrals més grans, són edificis relacionats directament amb les idees de Pugin.
Després de la seva mort, els seus dos fills; E. W. Pugin i Peter Paul Pugin, continuaren dirigint l'empresa d'arquitectura del seu pare amb el nom Pugin & Pugin. Aquest treball inclou la majoria dels edificis "Pugin" a Austràlia i Nova Zelanda.

## Darrers anys

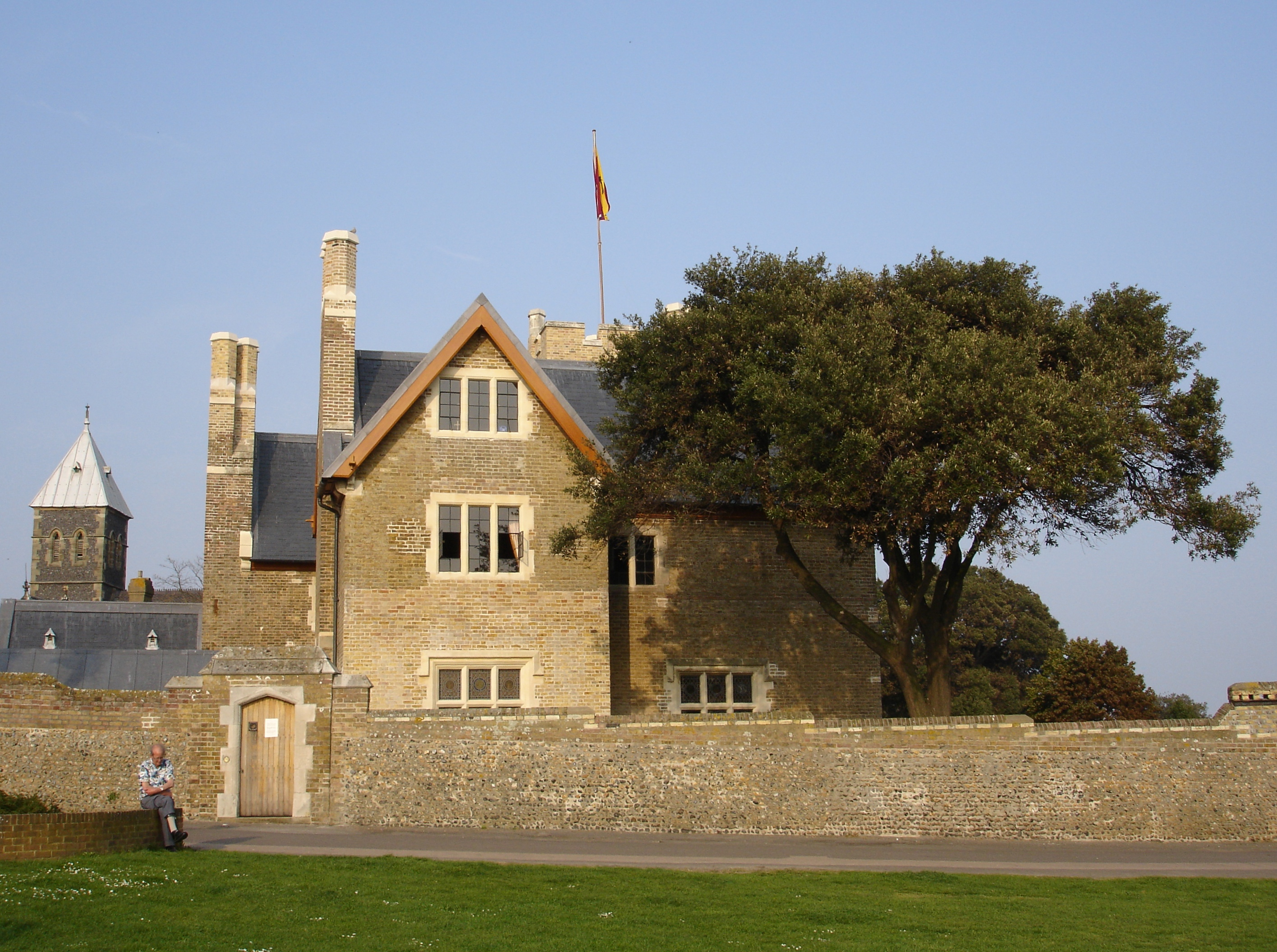
La Granja, Ramsgate, dissenyada per Pugin per al seu propi ús

A.W.N. Pugin va morir a l'edat de 40 anys, el 14 de setembre de 1852 com a resultat, no de la bogeria que patia, sinó probablement dels efectes de la sífilisque, segons la seva biògrafa devia patir des que tenia poc més de vint anys. El seu cos va ser enterrat a l'església que va dissenyar a La Granja a Ramsgate.
El llegat de Pugin s'estén més enllà dels seus propis dissenys arquitectònics. És responsable de popularitzar un estil i una filosofia d'arquitectura que va arribar a tots els racons de la vida victoriana. Va influir en escriptors com John Ruskin i en dissenyadors com William Morris. Les seves idees es varen expressar en arquitectura privada i pública i en l'art per tota Gran Bretanya i més enllà.

## Estacions de ferrocarril
Una altra obra és l'estació de ferrocarril de Windermere, en el comtat de Cumbria. Es creu que data de 1849, i probablement és una de les primeres cases construïdes a Windermere; la terrassa de la casa va ser construïda per als executius del ferrocarril. Un exemple típic de les velles cases de camp que actualment serveixen com a residències de vacances. Els propietaris han investigat la seva història per trobar que havia estat habitada pel cap dels carreters de la companyia de ferrocarril del cens de 1861.